# Jocelyn de Grandis
Jocelyn de Grandis, francoski lokostrelec, * 23. november 1980, Besan.
Sodeloval je na lokostrelskem delu poletnih olimpijskih igrah leta 2000, kjer je osvojil 29. mesto v individualni konkurenci ter na poletnih olimpijskih igrah leta 2004, kjer je osvojil 51. mesto v individualni in 10. mesto v ekipni konkurenci.